# アンコーレ王国

アンコーレ王国の旗

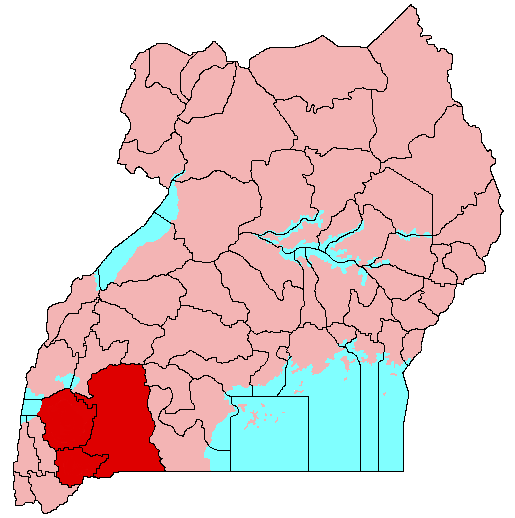
1964年以降のアンコーレの領域と2001年から2005年の県境

アンコーレ王国（アンコーレおうこく、Ankole, あるいはンコレ王国、Nkore）はウガンダの南西部の伝統的王国の1つ。北にドゥウェル湖（ジョージ湖）を挟みトロ王国、東にブガンダ、南にタンザニア・カゲラ州及びルワンダ東部州、西にキゲジと接し、北西はルウィタンジゲ（エドワード湖）に臨む。アンコーレの主な住民はバントゥー系のアンコーレ族で複数はバニャンコレ、単数はムニャンコレと呼び、ニャンコレ語を話す。
アンコーレ王国はオムガベ（あるいはムガベ）と呼ばれる王が支配していた。チュウェジ神話を共有しかつてはブニョロの従属的立場にあったが、ブニョロに代わってブガンダが優位に立つようになり1901年10月25日にイギリス王代理使節兼ウガンダ保護領総督フレデリック・J・ジャクソンとオムガベ・カハヤ2世及び首長たちとの間でアンコーレ条約が結ばれアンコーレ王国はウガンダ保護領に組み込まれた。
アンコーレ王国はミルトン・オボテ政権時の1967年に他の王国と同様に王制を廃止された。1993年に他の王国では文化的指導者としての王制復活が認められた。アンコーレのオムガベの継承者ンタレ6世は中でも王権なき王制への不満が強く、王権の象徴である太鼓の返還などを求めており、事実には反するが「1993年11月20日に軍の高官と君主主義者が結びついて秘密裏に即位式を行った」として、即位式は報道されず、ヨウェリ・ムセベニにより無効とされた。このためアンコーレ王国は公式には「王国でなく」ンタレ6世も公式には王位継承者とされている。

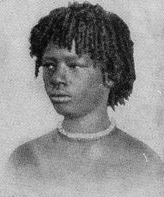
The New Student's Reference Workにワフマとして紹介された女性

アンコーレ族は牧畜民のヒマが農民のイルに対しウシを介して優位に立っていた。ヒマとオムガベはパトロン関係で結ばれ、オムガベが保護を与え、ヒマは戦士となった。イギリスの探検家・植民地支配者がこれを「民族（人種）間の階層」としてハム族神話を形成した。中でもジョン・ハニング・スピークは "The Discovery of the Source of the Nile" で「ワフマ (Wahuma) に信じられない半セムハム的特徴を見いだした」とし、「アビシニアのガラ族の子孫」として、「優越した民族が現地の農耕民を征服した」とした。この伝説ではヒマはルワンダのツチと共にナイル系（あるいはハム系）とされ、北からやってきてイルを支配したとされた。ハリー・ジョンストンも『ウガンダ保護領』で「ヒマ人種は（中略）自然で醜いニグロの知性や身体をコーカサス人種が改善した1つの例である」と記した。イルの地位は教育や経済面では改善されたが、ヒマの政治的利用も行われていた。1960年代にウガンダの歴史家サムウィリ・カルギレによりヒマとイルへの人種的視点は経済的視点へと修正された。後のルワンダの領域からアンコーレ王国への襲撃が起きると、ヒマはイルも戦士として雇った。このことが、ヒマとイルとの相違が一旦は重要性を失う契機となった。ルワンダ難民の影響で1950年代 - 1960年代にはイルとヒマの間にも階級闘争が行われ、この際にはヒマが階級維持のためにツチを雇う現象も見られた。

## 脚註
1. ↑  Rodney Muhumuza, "The man who would-be king from Ankole", Monitor Online, Sep 21, 2008.
2. 1 2 3  Kate James, "A History of Ethnic Relations in Ankole, Uganda, during the Colonial Period, 1898-1962", リード大学
3. ↑  Howard Adelman, Astri Suhrke, The Path of a Genocide: The Rwanda Crisis from Uganda to Zaire, p.13, Transaction Publishers, 2000.